# Baijiu
Pour les articles homonymes, voir Baijiu (homonymie).

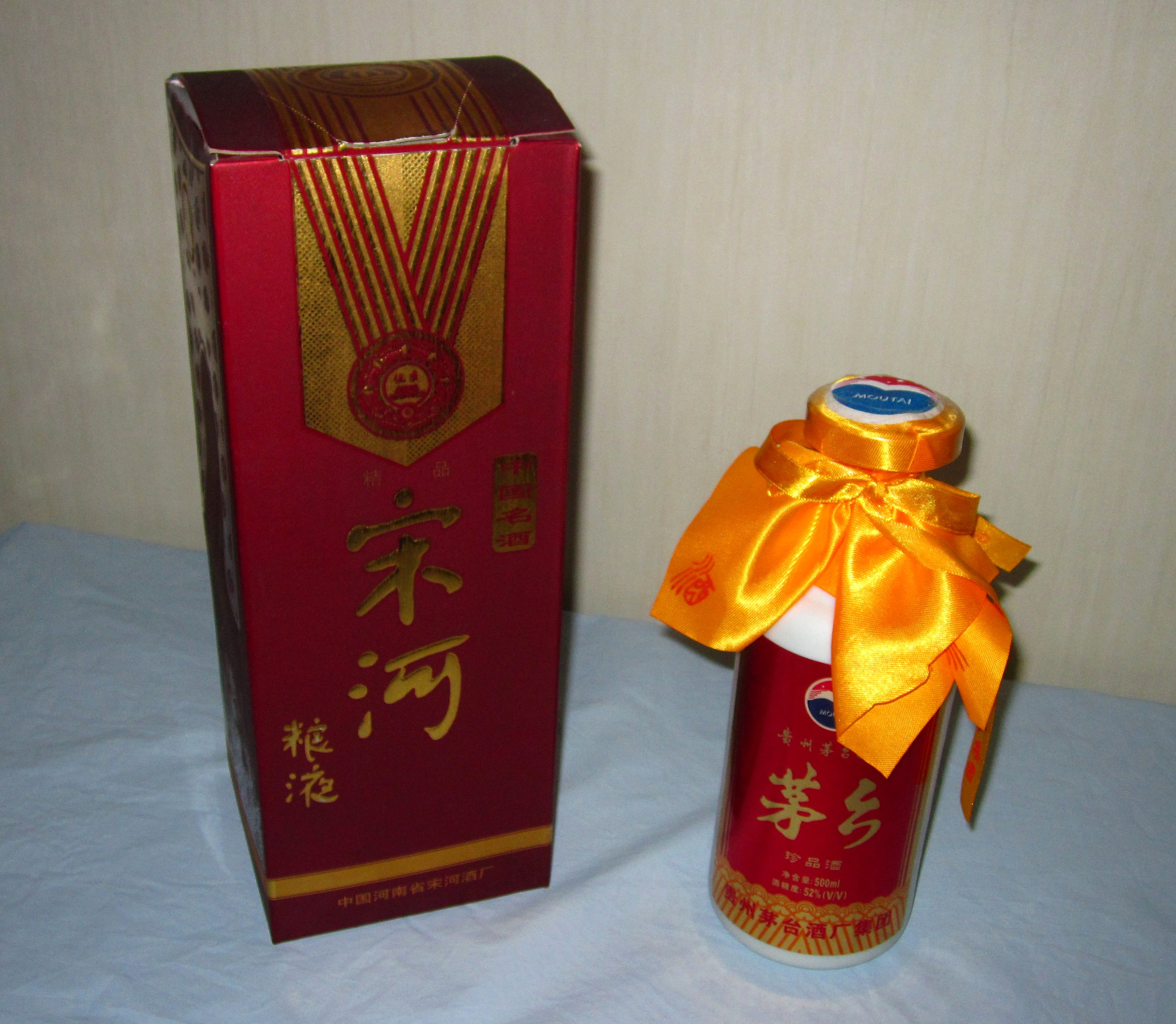
Bouteilles de Songhe à gauche et de Moutai à droite (2 marques chinoises de baijiu).

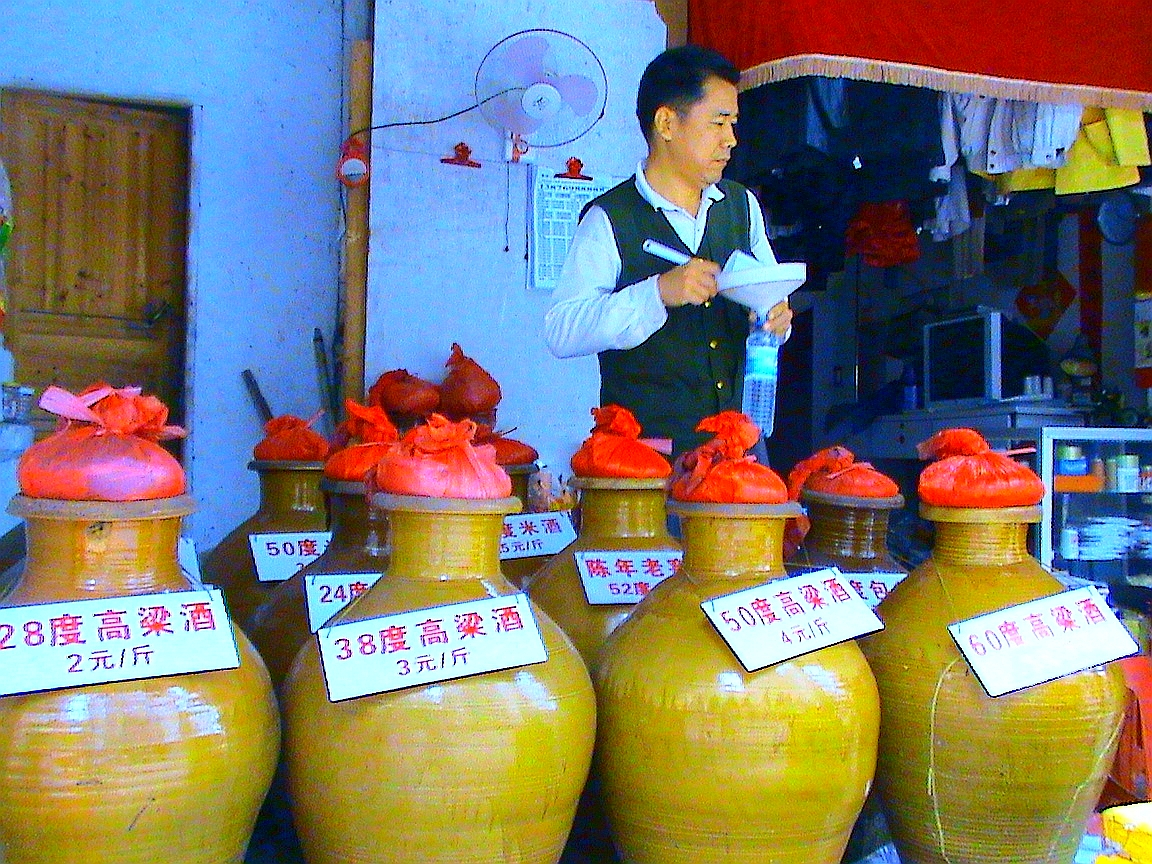
Baijiu en jarres tel qu'il est présenté dans les commerces ou sur les marchés chinois ; il est généralement détaillé dans des récipients de différentes matières. Sur la photo, les étiquettes indiquent au-dessus le degré et le type d'alcool (sorgho sur les jarres du premier plan) et en dessous le prix en yuan.

Le baijiu (白酒, morph. « alcool blanc ») est la désignation en Chine, d'eaux de vie obtenues par distillation de vin de céréale, à base de sorgho (maotai, erguotou, meiguilu jiu) ou plus rarement de riz gluant, et souvent mélangé au maïs, blé, orge, orge du Tibet ou de millet.
Le shōchū japonais est apparenté. On l'appelle parfois maotai, par métonymie avec l'alcool de sorgho de Maotai, au Guizhou.[réf. nécessaire]

## Dimension sociale et culturelle
En Chine, le baijiu se boit généralement cul-sec (chinois : 干杯 ; pinyin : gānbēi ; litt. « verre sec »), au cours d'un repas ou lors d'une fête : en cela son mode de consommation diffère sensiblement de celui en Europe (alcools plus souvent de fruits que de céréales) occidentale où les spiritueux et liqueurs sont bus en fin de repas, ou après le repas. Seule exception, le verre de spiritueux bu cul-sec en milieu de repas afin de permettre aux convives de mieux digérer et de continuer à manger. Ce rituel a des noms différents et des formes variées selon les régions en Europe. Le plus connu en France est le « trou normand » qui associe du calvados et un sorbet à la pomme ou à la poire. En Chine, les toasts en l'honneur de la famille, du patron, des collègues, des amis, se succèdent tout au long du repas ou de la fête. Il est presque obligatoire de boire du Baijiu, au cours d'événements comme un mariage ou un anniversaire, mais aussi lors de grands repas d'entreprise, très prisés par le personnel et la direction[réf. nécessaire].
Selon la tradition chinoise, on ne boit pas pour soi, cela peut d'ailleurs être pris comme une impolitesse : il convient d'inviter une ou plusieurs personnes en se levant. Un hôte de marque est donc menacé de devoir boire un nombre considérable de verres à forte alcoolémie, et d'aller vomir à la fin, ce qui est considéré comme une chose normale. Cette façon de boire est présentée comme favorisant la convivialité, mais nombre d'occidentaux sont choqués d'être obligés de boire autant de verres à la commande[réf. nécessaire].
Le baijiu est de plus en plus concurrencé par l'essor d'autres boissons alcoolisées :
- La boisson la plus populaire devient la bière[2], presque chaque ville a sa ou ses bières en Chine maintenant. Elles y sont généralement à base d'orge, de malt et parfois de riz (comme la bière Qingdao) ou de blé, elles suivent généralement la recette de la pilsner allemande, mais certains brasseurs artisanales proposent d'autres variétés (brunes, stout, etc.). Elle est bue à table, et à d'autres occasions ponctuant la vie et les loisirs des Chinois : jeux, sport, télévision, lecture de journaux...[réf. nécessaire].

- Le vin à base de raisin et le cognac[3] sont aussi des boissons concurrentes qui arrivent à table et lors des événements festifs. Souvent d'origines étrangères (Chili, Australie, France, Espagne, Italie...), elles sont offertes comme marque de distinction et de respect à un supérieur, à un membre de la famille, ou à un ami. Elles sont partagées avec des amis en apéritif ou à table, en discothèque ou dans des clubs privés, souvent jusqu'à l'ivresse pour les hommes. Le vin rouge bénéficie auprès d'une partie des classes moyennes et supérieures, d'une meilleure réputation sanitaire que la bière ou les spiritueux, jugés plus dangereux pour la santé[4].

## Sortes debaijiu
Le baijiu existe sous d'innombrables formes. Une des plus populaires est l'alcool à tête de deux marmites ( 二锅头 / 二鍋頭, èrguōtóu ), alcool de Pékin également beaucoup consommé dans la région du Dongbei et aux alentours de Pékin (notamment Hebei, Shandong) : c'est un alcool de sorgho très bon marché, fort en alcool (56 degrés et plus) et de qualité plus ou moins bonne selon les marques, et présenté sans luxe (berlingots de plastique d'un demi-litre, bidons transparents de deux litres, petits flacons de verre proposés dans les restaurants). D'autres baijiu, comme le neigong jiu (内宫酒, nèigōng jiǔ), peuvent coûter jusqu'à plusieurs milliers de yuans la bouteille. Ils sont souvent présentés dans des flacons opaques qui imitent la céramique traditionnelle. Il existe également des bouteilles disponibles en dehors des réseaux commerciaux (feimaijiu, 非卖酒, fēimài jiǔ), généralement réservées aux cadres du parti communiste et aux chefs d'entreprise, et parfois présentées sans étiquette.
Il existe également des variétés aromatisées, comme le meiguilu jiu (玫瑰露酒, méigui lù jiǔ, « alcool de rosée de rose »), autrefois transcrit mei kwei lu chew, alcool de sorgho parfumé à l'extrait de rose, fréquemment servi dans les restaurants chinois de toute la planète en tant que digestif.

## Baijiucélèbres
- Fenjiu (汾酒, fénjiǔ) de Fenyang (汾阳) dans la province du Shanxi.
- Chen nianlao jiu (陈年老酒 / 陳年老酒, chén niánlǎo jiǔ, de la province de Guizhou
- Erguotou (二锅头 / 二鍋頭, èrguōtóu), de Pékin
- Gujing Gongjiu (古井贡酒 / 古井貢酒, gǔjǐng gòng jiǔ)
- Jiannan chun (剑南春)
- Lang (郎酒)
- Luzhou laojiao (泸州老窖)
- Maotai jiu (茅台酒), de la province de Guizhou
- Meiguilujiu (玫瑰露酒, méigui lù jiǔ)
- Qingke jiu (青稞酒, gīngkē jiǔ)
- Tuopai qujiu (沱牌曲酒)
- Wu liang ye (五粮液)
- Xifen jiu (西凤酒)
- Zhuye qing (竹叶青)